# 长臀拟鲿
长臀拟鲿（学名：Pseudobagrus analis）为輻鰭魚綱鯰形目鲿科拟鲿属的鱼类，是中国的特有物种。分布于江西湖口等，體長可達10.1公分。该物种的模式产地在江西湖口。